# Тбіліський російський драматичний театр імені О. С. Грибоєдова
Тбіл́іський рос́ійський драмат́ичний те́атр ́імені О. С. Грибо́єдова — перший професіональний театральний колектив Кавказу; найстарший російський театр, що знаходиться за межами Російської федерації.

## Історія
Театр було засновано 20 вересня 1845 року графом М. С. Воронцовим.
10 квітня 1858 року по наказу генерала Муравйова трупа була звільнена через виникнення суперечностей з царською владою.
У 1866 році за численними проханнями російський драматичний театр відновив роботу.
У жовтні 1934 року театр почав носити ім'я О. С. Грибоєдова.

## Теперішній час
Сьогодні театром керує Автандил Варсимашвілі, лауреат Державної премії Грузії, премії ім. Марджаншвілі, кавалер ордену Дружби (Росія) та ордену Честі (Грузія). Зараз у трупі театру налічується 36 артистів. Репертуар театру має 35 спектаклів (в тому числі світова класика і постановки для дітей). Репертуарна політика театру направлена на розвиток російської класичної драматургії. Періодично проводяться «Сезони російської класики».
У 2013 театр отримав премію «Звезда Театрала» у номінації «Найкращий російський театр за кордоном».
У 2015 році театру виповнилось 170 років від дня заснування. В рамках ювілею відбувся Конгрес закордонних російських театрів та Конференція «Російський закордонний театр. Проблеми і перспективи».
У 2017 році театр був нагороджений премією ім. Кирила Лаврова.

## Колектив театру
Художній керівник — Автандил Варсимашвілі.
Генеральний директор — Свентицький Микола Миколайович.
Режисери: Георгій Маргвелашвілі, Андро Єнукідзе, Вахтанг Ніколава, Георгій Тодадзе, Левон Узунян.
Актори: Михайло Арджеванідзе, Людмила Артемова-Мгебрішвілі, Арчіл Бараташвілі, Христина Беруашвілі, Хатія Беруашвілі, Інна Воробйова, Наталія Воронюк, Василь Габашвілі, Михайло Гавашелі, Анастасія Гарматюк, Ніно Гачечіладзе-Мгебрішвілі, Лаша Гургенідзе, Олена Кілосанідзе, Аріадна Шенгелая, Гванца Шарвадзе, Зураб Чіпашвілі, Софі Чалашвілі, Валерій Харютченко, Георгій Туркіашвілі, Дмитро Споришев, Христофор Пілієв, Володимир Новосардов, Ніна Нінідзе, Анна Ніколава-Арутюнян, Станіслав Натенадзе, Олег Мчедлішвілі, Медея Мумладзе, Дмитро Мерабішвілі, Ірина Мегвинетугуцесі, Алла Мамонтова-Цхадая, Софія Ломджарія, Мераб Кусикашвілі, Іване Курасбедіані, Аполлон Кублашвілі, Давид Котов, Маріам Кітія, Ніно Кікачеішвілі, Карина Кенія, Ірина Квіжинадзе, Ніна Калатозішвілі, Георгій Зангурі, Нана Дарчіашвілі.
Художники: Міріан Швелідзе, Айвенго Челідзе, Тео Кухіанідзе, Джейран Пачуашвілі, Ірена Огаджанова.
Композитори: Тенгіз Джаяні, Йосип Барданашвілі.